# Giancarlo Giannini
Giancarlo Giannini (La Spezia, 1 augustus 1942) is een Italiaans acteur en filmregisseur die meerdere internationale filmprijzen en nominaties heeft ontvangen.

## Filmografie (selectie)
- 1970 – Dramma della gelosia (Ettore Scola)
- 1971 – La Tarantola dal Ventre Nero (Paolo Cavara)
- 1972 – Mimi metallurgico ferito nell'onore (Lina Wertmüller)
- 1973 – Film d'amore e d'anarchia (Lina Wertmüller)
- 1974 – Travolti da un insolito destino nell'azzurro mare d'agosto (Lina Wertmüller)
- 1975 – Pasqualino Settebellezze (Lina Wertmüller)
- 1975 – A mezzanotte va la ronda del piacere (Mario Monicelli)
- 1976 – L'innocente (Luchino Visconti)
- 1978 – La fine del mondo nel nostro solito letto in una notte piena di pioggia (Lina Wertmüller)
- 1978 – Fatto di sangue fra due uomini per causa di una vedova. Si sospettano moventi politici (Lina Wertmüller)
- 1979 – Viaggio con Anita (Mario Monicelli)
- 1979 – Buone notizie (Elio Petri)
- 1981 – Lili Marleen (Rainer Werner Fassbinder)
- 1982 – Bello mio, bellezza mia (Sergio Corbucci)
- 1984 – American Dreamer (Rick Rosenthal)
- 1985 – Fever Pitch (Richard Brooks)
- 1986 – Saving Grace (Robert M. Young)
- 1987 – Ternosecco (Giancarlo Giannini)
- 1987 – I picari (Mario Monicelli)
- 1988 – Snack Bar Budapest (Tinto Brass)
- 1989 – New York Stories (anthologiefilm, deel Life without Zoe) (Sofia en Francis Ford Coppola)
- 1989 – Blood Red (Peter Masterson)
- 1989 – 'o Re (Luigi Magni)
- 1990 – Il male oscuro (Mario Monicelli)
- 1992 – Once Upon a Crime (Eugene Levy)
- 1995 – A Walk in the Clouds (Alfonso Arau)
- 1995 - Palermo Milano - Solo andata (Claudio Fragasso)
- 1996 – Más allá del jardín (Pedro Olea)
- 1996 – Celluloide (Carlo Lizzani)
- 1997 – The Disappearance of Garcia Lorca (Muerte en Granada) (Marcos Zurinaga)
- 1997 – Mimic (Guillermo del Toro)
- 1997 – Una vacanza all'inferno (Tonino Valerii)
- 1998 – La cena (Ettore Scola)
- 2001 – Vipera (Sergio Citti)
- 2001 – Hannibal (Ridley Scott)
- 2001 – CQ (Roman Coppola)
- 2002 – The Bankers of God (I banchieri di Dio) (Giuseppe Ferrara)
- 2002 – Darkness (Jaume Balagueró)
- 2003 – L'acqua... il fuoco (Luciano Emmer)
- 2004 – Man on Fire (Tony Scott)
- 2006 – Casino Royale (Martin Campbell)
- 2006 – Tirante el Blanco (Vicente Aranda)
- 2008 – Quantum of Solace (Marc Forster)
- 2013 – Ti ho cercata in tutti i necrologi (Giancarlo Giannini)
- 2017 – Tulipani (Mike van Diem)
- 2018 – The Catcher Was a Spy (Ben Lewin)
- 2018 – Notti magiche (Paolo Virzì)
- 2021 – I fratelli De Filippo (Sergio Rubini)

## Prijzen, nominaties en overige eerbewijzen

### Prijzen
- Premi David di Donatello
  - beste acteur:
    - 1972 – Mimì metallurgico ferito nell'onore
    - 1984 – Mi manda Picone
    - 1996 – Celluloide
    - 2002 – Ti voglio bene Eugenio

  - beste acteur in een bijrol:
    - 1995 – Come due coccodrilli

  - 2000 – Targa d'oro
- Nastro d'argento
  - beste acteur:
    - 1973 – Mimì metallurgico ferito nell'onore
    - 1974 – Film d'amore e d'anarchia
    - 1999 – La stanza dello scirocco

  - beste acteur in een bijrol:
    - 1999 – La cena
    - 2001 – Hannibal
- Globo d'oro
  - beste revelatie:
    - 1973 – Mimì metallurgico ferito nell'onore

  - beste acteur:
    - 1974 – Sono stato io!
    - 1989 – 'O re
    - 1999 – Milonga

  - volledige carrière:
    - 2010 – prijs voor ganse carrière
- Filmfestival van Cannes
  - beste acteur:
    - 1973 – Film d'amore e d'anarchia
- Internationaal filmfestival van San Sebastián
  - Zilveren Schelp voor beste acteur:
    - 1973 – Sono stato io!

### Nominaties
- Premi David di Donatello
  - beste acteur:
    - 1989 – 'O re
    - 1990 – Il male oscuro

  - beste acteur in een bijrol:
    - 1994 – Giovanni Falcone
    - 1996 – Palermo Milano solo andata
    - 2003 – Il cuore altrove
- Nastro d'argento
  - beste acteur:
    - 1974 – Paolo il caldo
    - 1984 – Mi manda Picone
    - 1989 – 'O re
    - 1991 – Il male oscuro

  - beste acteur in een bijrol:
    - 1972 – Dramma della gelosia - Tutti i particolari in cronaca
    - 1991 – I divertimenti della vita privata
- Globo d'oro
  - beste acteur:
    - 1997 – La frontiera
- Oscar
  - Beste Acteur:
    - 1977 – Pasqualino Settebellezze

### Overige
- 2023 – ster op Hollywood Walk of Fame